# Kötélkaktusz
A kötélkaktusz (Cylindropuntia imbricata) a legmagasabbra megnövő télálló kaktusz. Tüskéi igen szúrósak, enyhén horgasak, hajtásaik jellegzetes „csavart” formájúak, amiről ez a szép kaktusz könnyen felismerhető.
Az angolszász nyelvterületeken cane cholla, walking stick cholla, tree cholla, chainlink cactus, néven ismerik.

## Megjelenése
A henger alakú szártagokkal rendelkező fügekaktuszokhoz tartozik. Egy-egy hajtása akár 20 cm-t is meghaladó lehet, tenyészidőben sötétzöld, télen enyhén bíbor, fakózöld színű. Hajtásai elsődlegesen állók, később az idősebb hajtások lefelé hajlanak. Télen minden nem központi „tengelybe” tartozó szártaguk lehajlik, ami a Mexikó meleg vidékein élő alfajoknál nem, vagy kevésbé tapasztalható. Ezért az északibb elterjedésű kötélkaktuszok törzse idősebb korban inkább lefelé hajló, addig a melegebb tájakon jobban megtartják eredeti elágazási formájukat. Areolái a szártag átlagszintjéből sajátosan kiemelkednek, mintegy 2–4 cm hosszúságú, 0,5–1 cm keresztmetszetű félholdas képletek formájában. A friss hajtások apró levélkékkel rendelkeznek, amit a kaktusz hamarosan elveszít. Glochidiumaik jelentéktelenek (kb. 1mm), a növény védelmét az annál kellemetlenebb, más Cylindropuntia fajokra is jellemző horgas tüskék vették át (3 cm).
Élénk piros-magenta-lila színpaletta között változó színű, 5–6 cm átmérőjű virágai késő tavasszal vagy kora nyáron (éghajlattól függően) nyílnak. Termése sárga színű. Átlagos magasságuk mintegy 1 m, de léteznek 4,6 m magas példányos is, főként Mexikóban. Termésük száraz, tápértéke kicsi, emberi táplálkozásra alkalmatlan.

## Elterjedése, származása
Közép-és Észak-Amerika száraz területein fordul elő, ahol az ott őshonos alfajok alkalmazkodtak az élőhelyi feltételekhez. Az egyes alfajok jól keresztezhetők egymással. Az északi fajok Colorado, Texas, Oklahoma, Új-Mexikó, Arizona, Texas államokban fordulnak elő a szabadban. Általában elmondható, hogy elterjedési területük kisebb, mint amit éghajlati tűrőképességük alapján várnánk. Valószínűleg a jégkorszaki éghajlatváltozások emlékeként ilyen nagyfokú a tűrőképességük. Délen Durango, Zacatecas és San Luis Potosí államok területéig fordulnak elő 1200–2300 m közötti tengerszint feletti magasságban.

## Gazdasági jelentőségük
Szép szártagjaik kiszáradva gyertatartónak alkalmasak vagy tüzelésre, egyéb gazdasági jelentőségük nincs.

## Tartásuk Közép-Európában
Alfajtól függően fűtetlen üvegházban, fedett, déli teraszon vagy akár szabadföldben is tarthatók lehetnek. Szabadföldi példányaik fejlődése viszonylag lassú. Drainezett (sóder, kavics, zúzalékkő, homok) talajt és déli fekvésű, védett közeget igényelnek. Óvatosan kell bánni velük tüskéik miatt.

## Galéria

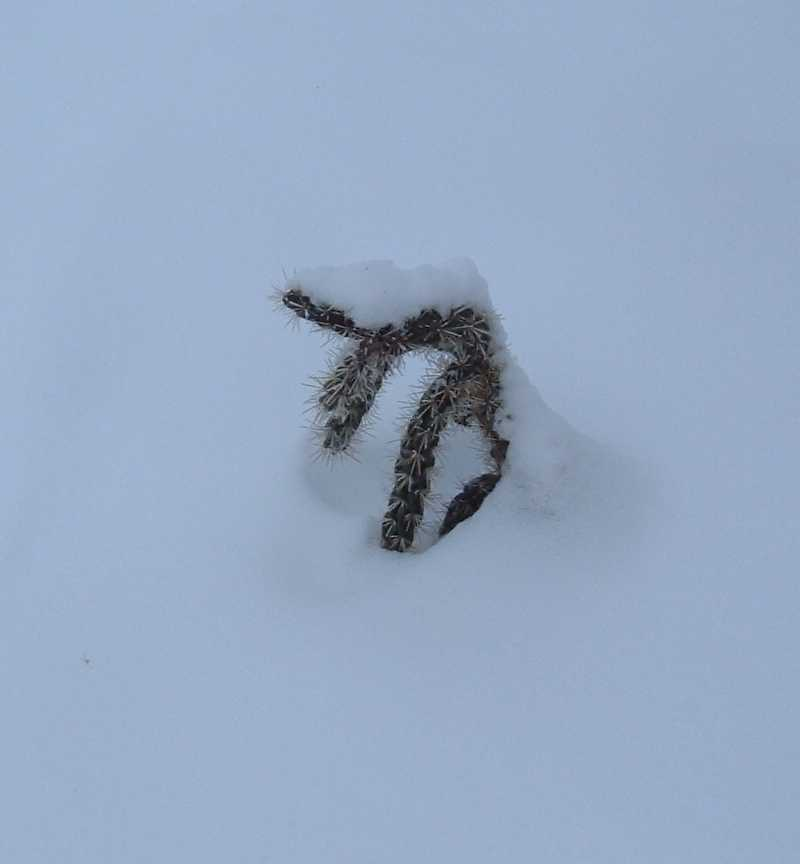
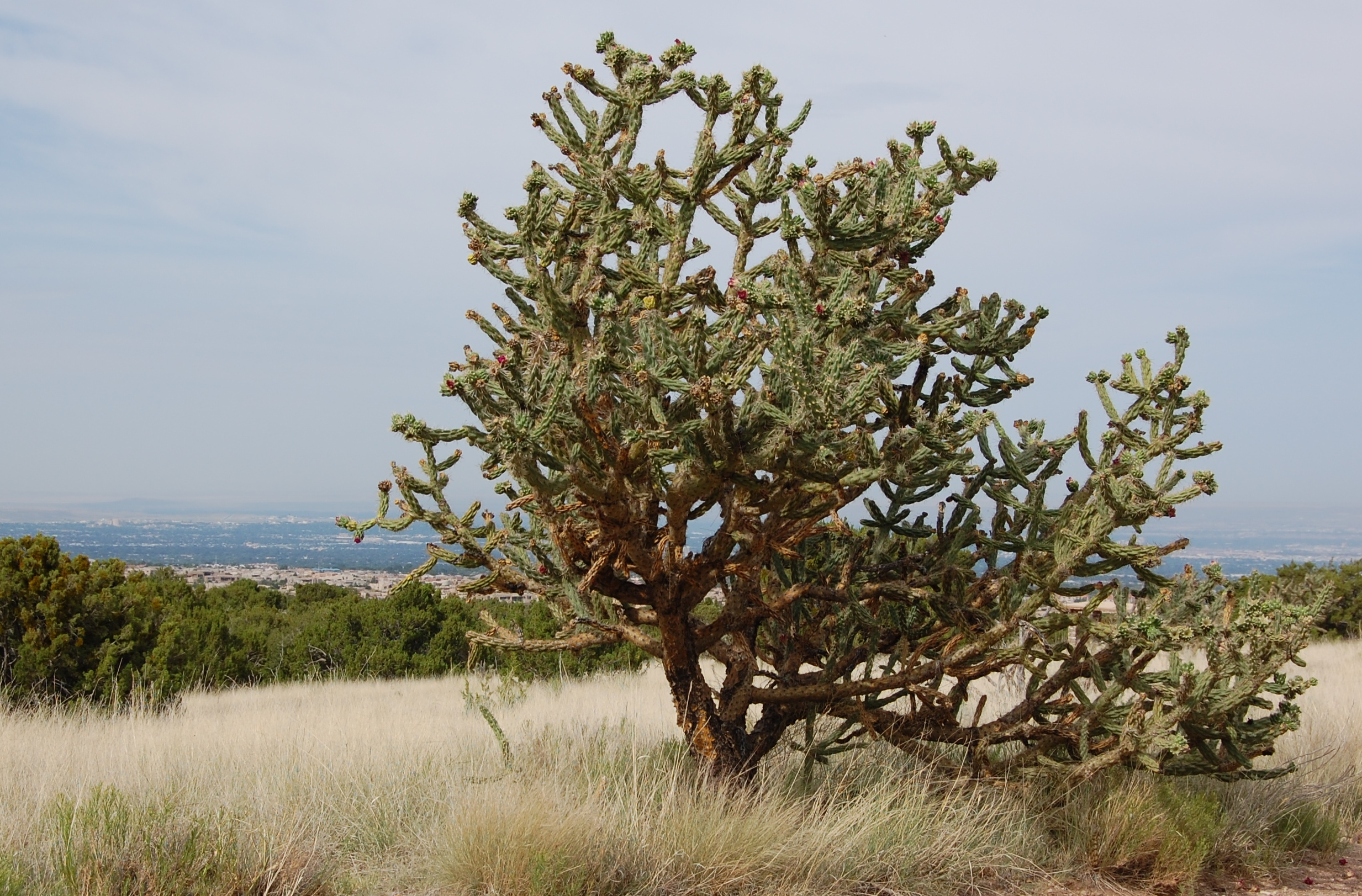
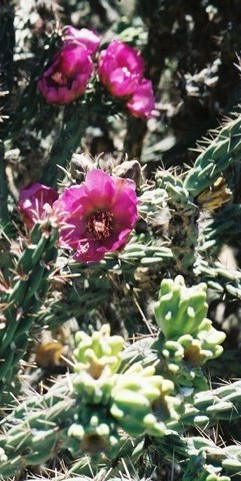
Flowers and previous year's fruit
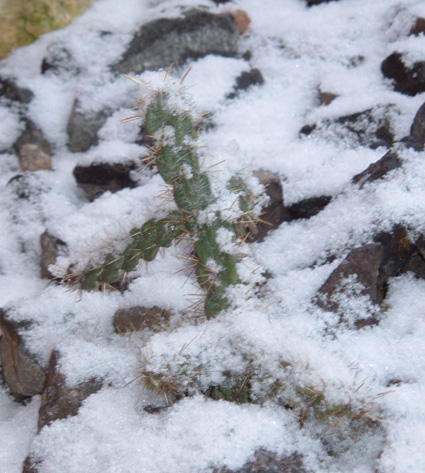
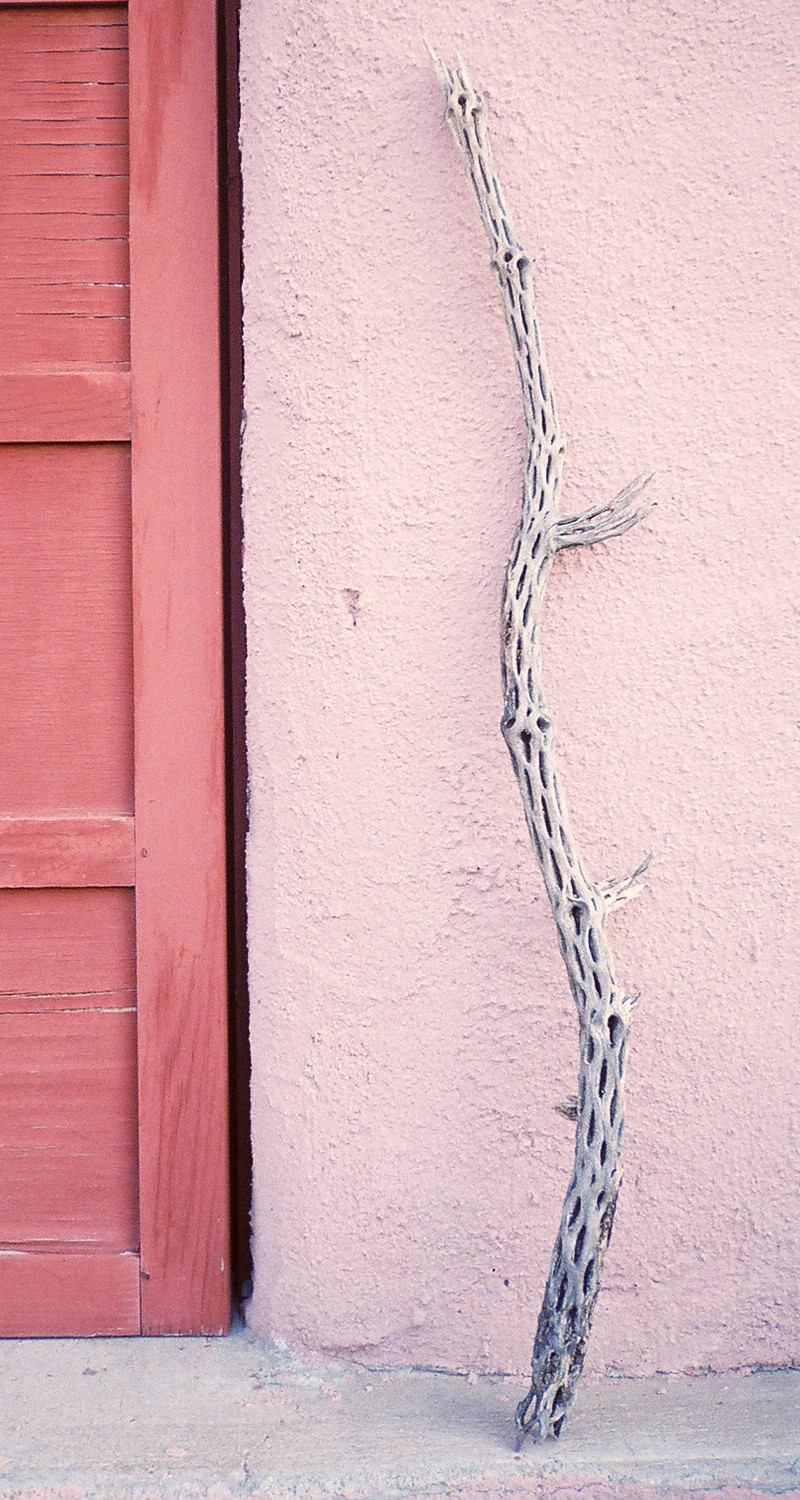
„Cane” (dried stem)
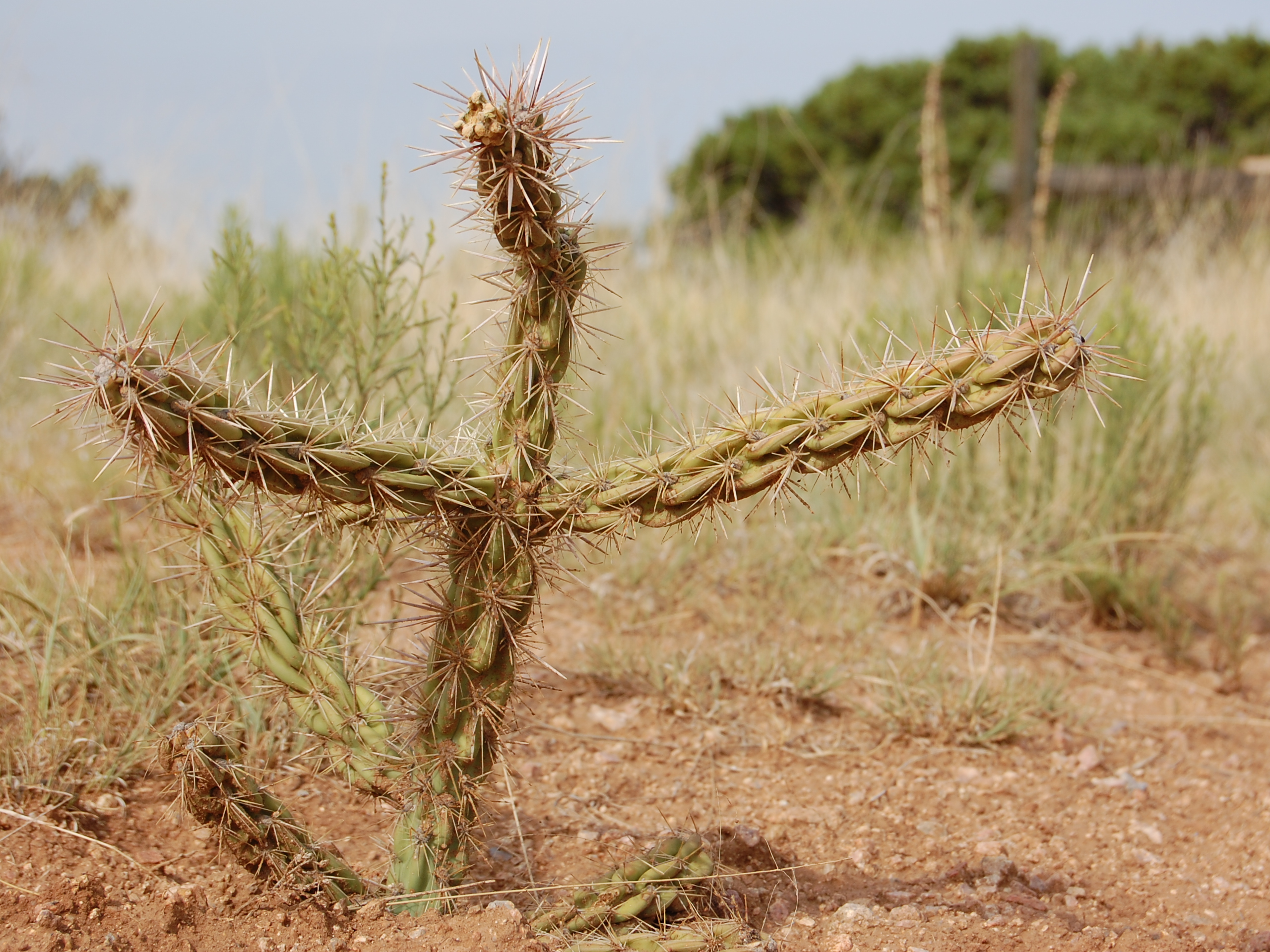
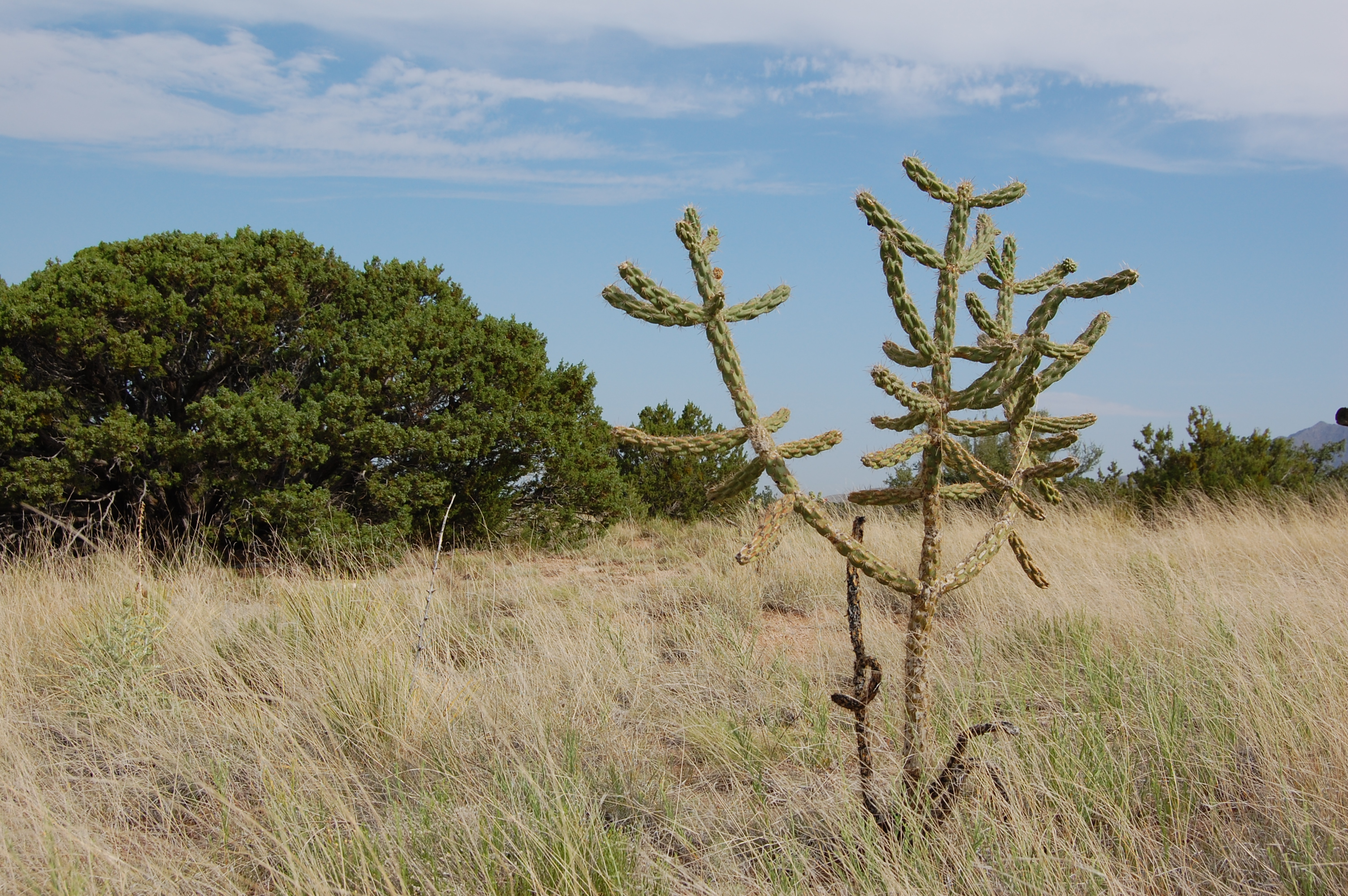
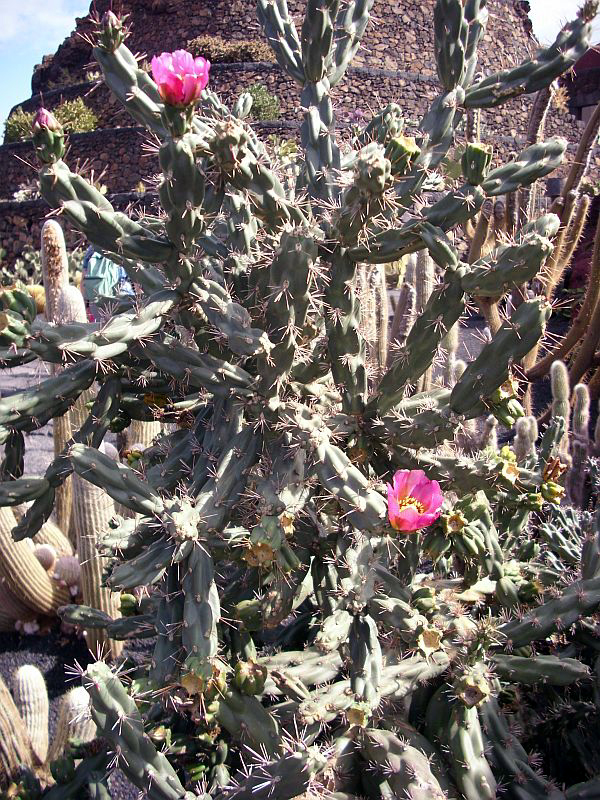